# Цизе, Буркхард
Буркхард Цизе (нем. Burkhard Ziese; 1 февраля 1944 — 19 апреля 2010) — немецкий футбольный тренер.
Цизе тренировал несколько национальных сборных из развивающихся стран (Судан, Пакистан, Гана, Бермудские острова, Замбия и Малави) и несколько клубных команд, среди которых «Зигбургер 04» и «Вальдбрёль». Кроме того, Цизе вёл тренерские курсы в Свазиленде, Эфиопии, Гамбии, Ираке, Албании и Саудовской Аравии.
Цизе также работал на Немецкую футбольную ассоциацию по проектам в Непале, Танзании и Маврикие и взял на себя ответственность занимать должность в руководящем органе ФИФА.

## Карьера в Африке

### Замбия
В 1998 году Цизе совместно с Джорджем Мунгвой вывел сборную Замбии на Кубок африканских наций 1998. Его команда начала с ничьи в матче с Марокко, когда Тенант Чилумба сравнял счёт за три минуты до свистка (1:1). В следующем матче Замбия была разгромлена будущим чемпионом, Египтом, со счётом 4:0, хет-трик сделал будущий лучший бомбардир турнира, Хоссам Хассан. Замбию от вылета из группы не спасла даже победа над Мозамбиком со счётом 3:1. Команда Цизе заняла третье место в группе с четырьмя очками.

### Гана
Цизе был тренером сборной Ганы, которая получила право на участие в Кубке африканских наций 1992 года, однако после его ухода «Чёрные Звёзды» пропустили три турнира подряд. Цизе повторно возглавил Гану в 2003 году и надеялся повторить прошлый успех. Он является популярной фигурой в Гане, где заработал авторитет за умение наладить дисциплину и готовность идти через любые преграды. Он любил говорить болельщикам, что у него нет волшебной палочки, а есть просто решимость дать толчок ганскому футболу. Конечной целью Цизе называл квалификацию к чемпионату мира 2006 года. Имея это в виду, Цизе пытался наладить контакты с зарубежными звёздами Ганы, многие из которых заявили, что они не заинтересованы в представлении своей страны на международной арене после конфликтов с Футбольной ассоциацией Ганы. Цизе хотел побудить защитника «Баварии» Самуэля Куффура и бывшего капитана сборной Чарльза Аконнора вернуться обратно в команду. Однако конфликты с Футбольной ассоциацией и неубедительные результаты сборной привели к увольнению Цизе в том же году.

### Малави
В Малави он работал со сборной. 27 сентября 2006 года Цизе был избит в одном из малавийских пабов, предварительно, по причине расизма, по факту инцидента он написал докладную в ФИФА и обратился к министру спорта страны. Ситуация получила огласку на телевидении, об этом рассказали два африканских канала: «Afrika Sport» и «Super Sports». После этого Цизе покинул Малави, дополнительной причиной ухода стала задержка зарплаты.

«У меня были синяки, кровь в моче, и я несколько раз обращался за медицинской помощью» — из докладной Цизе ФИФА

Последним местом жительства Цизе стал Руппихтерот, где он умер в понедельник 19 апреля 2010 года.